# Lis Nilheim
Karen Lis Nilheim (født 5. juni 1944 i Stockholm, død 25. februar 2025 i Stockholm) var en svensk skuespiller, der optrådte i mere end 45 film og tv-serier.
1975 vandt hun Guldbagge-prisen for bedste kvindelige hovedrolle for sin præstation i filmen Maria (1975), der er instrueret af Mats Arehn.

## Udvalgt filmografi
- Åsa-Nisse i popform (1964)
- Frida och hennes vän (tv-serie, 1970)
- Bröderna Malm (tv-serie, 1972)
- Maria (1975)
- Jeg er med barn (1979)
- Du er skrupskør, Madicken (1979)
- Manden der blev millionær (1980)
- Madicken på Junibakken (1980)
- Ene hane i kurven (1981)
- Varning för Jönssonligan (1981)
- Zoombie (tv-serie, 1982)
- Græsenkemand (1982)
- Mig og damerne (1983)
- Destination Nordsjön (tv-serie, 1990)
- Søndagsbarn (1992)
- Rederiet (tv-serie, 1993)
- Man kan alltid fiska (kortfilm, 1995)
- Selma & Johanna - En roadmovie (1997)
- Tre kronor (tv-serie, 1997)
- Taurus (tv-serie, 2002)
- Paradiset (2003)
- Darling (2007)